# Cristian Fiél
Cristian Ramon Fiél Casanova (* 12. März 1980 in Esslingen am Neckar, Deutschland) ist ein ehemaliger spanischer Fußballspieler und heutiger Fußballtrainer.

## Familie
Fiéls Eltern sind Spanier und waren einst als Gastarbeiter nach Deutschland gekommen. Er besitzt ausschließlich die spanische Staatsangehörigkeit. Er ist seit April 2012 mit seiner langjährigen Lebensgefährtin verheiratet und hat zwei Kinder.

## Spielerkarriere

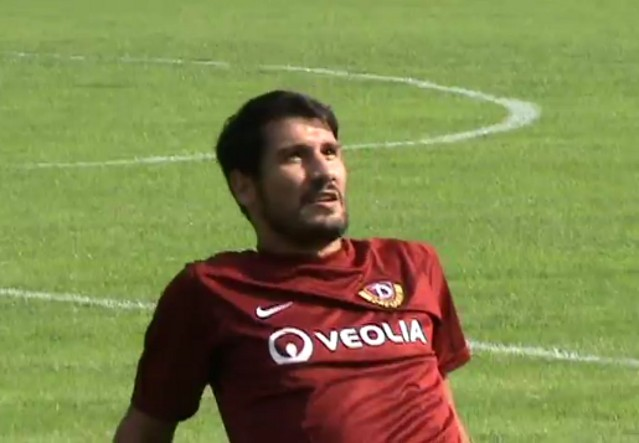
Cristian Fiél als Spieler von Dynamo Dresden im Juni 2011

Fiél spielte von 1999 bis 2001 für den damaligen Zweitligisten Stuttgarter Kickers, für den er 27 Pflichtspiele absolvierte und zwei Treffer erzielte. Nach dem Abstieg der Kickers in die Regionalliga wechselte Fiél im Sommer 2001 zum Zweitliga-Aufsteiger 1. FC Union Berlin, bei dem er fortan als Schaltzentrale zwischen Abwehr und Angriff agierte. Für die Berliner bestritt er 48 Zweitligaspiele und erzielte acht Tore. Außerdem absolvierte er vier Spiele im UEFA-Pokal und im DFB-Pokal unterlag er mit Union im Achtelfinale gegen Rot-Weiß Oberhausen mit 1:2. In der Winterpause der Saison 2002/03 wechselte Fiél zum Bundesligisten VfL Bochum, bei dem er sich aber nicht durchsetzen konnte und nur sechs Spiele absolvierte.
Da Trainer Peter Neururer nicht mehr weiter mit ihm plante, verließ Fiél Bochum und wechselte Anfang 2004 zum Zweitligisten Alemannia Aachen. Mit den Aachenern zog er 2004 ins Finale des DFB-Pokals ein, spielte daraufhin in der Saison 2004/05 im UEFA-Pokal und stieg 2006 in die 1. Bundesliga auf. Fiél, der bei der letzten Vertragsverhandlung lediglich einen Erstligavertrag unterschrieben hatte, verlängerte am 12. Juni 2007 seinen Vertrag bei den Alemannen bis 2010. Im April 2010 wurde ihm von Vereinsseite aus mitgeteilt, dass er keinen neuen Vertrag erhalten würde und sich somit zum Ende der Saison 2009/10 einen neuen Verein suchen müsse.
Am 11. August 2010 unterschrieb Fiél einen Einjahresvertrag beim Drittligisten Dynamo Dresden. Mit Dynamo stieg er am Ende der Saison 2010/11 in die 2. Bundesliga auf, nachdem man sich in der Relegation gegen den VfL Osnabrück durchgesetzt hatte. Bereits im Vorfeld hatte Fiél seinen zum Saisonende auslaufenden Vertrag um zwei weitere Jahre verlängert. In der Saison 2011/12 war Fiél der Mannschaftskapitän von Dynamo Dresden, ehe er im Sommer 2012 aus persönlichen Gründen das Kapitänsamt zur Verfügung stellte. Im April 2013 verlängerte er seinen Vertrag um zwei weitere Jahre bis 30. Juni 2015.
Am letzten Spieltag der Saison 2013/14 unterlag Dynamo gegen Bielefeld mit 2:3, damit stieg Fiél mit Dynamo in die 3. Liga ab.
Die Saison 2014/15 war seine letzte Saison als aktiver Spieler, in der er nochmal Mannschaftskapitän von Dynamo Dresden war. Beim letzten Spiel der Saison gegen Hansa Rostock wurde er zusammen mit Benjamin Kirsten verabschiedet.

## Trainerkarriere

### Dynamo Dresden
Nach seiner aktiven Karriere blieb er als Jugendtrainer in Dresden. Am 23. August 2018 übernahm er interimistisch die erste Mannschaft der SG Dynamo als Nachfolger von Uwe Neuhaus, bis Maik Walpurgis am 11. September 2018 neuer Cheftrainer wurde. Nach dessen Beurlaubung wurde Fiel am 28. Februar 2019 dann selbst Dynamo Dresdens Cheftrainer und erhielt einen bis Juni 2021 gültigen Vertrag. Als Tabellendreizehnter hielt Dynamo am Saisonende die Klasse. Nachdem sich Dresden in der Folgesaison bereits seit fünf Spieltagen auf einem direkten Abstiegsplatz befunden hatte, wurde Fiél nach 15 absolvierten Partien entlassen.

### 1. FC Nürnberg
Zur Saison 2021/22 übernahm Fiél die zweite Mannschaft des 1. FC Nürnberg in der viertklassigen Regionalliga Bayern. Die Mannschaft schloss die Saison mit 49 Punkten auf dem 11. Platz ab. In der Saison 2022/23 führte er seine Mannschaft nach dem 22. Spieltag auf den 4. Platz. Anschließend wurde er Ende Februar 2023 Co-Trainer des Sportvorstands Dieter Hecking, der die abstiegsbedrohte Zweitligamannschaft nach der Trennung von Markus Weinzierl bis zum Saisonende interimsweise übernommen hatte. Gemeinsam schafften sie auf dem 14. Platz den Klassenerhalt.
In der Saison 2023/24 war Fiél Cheftrainer der Profis.

### Hertha BSC
Zur Saison 2024/25 übernahm Christian Fiél den Zweitligisten Hertha BSC. Die Hinrunde beendete man mit 22 Punkten auf dem 12. Platz, wobei der Rückstand auf einen Aufstiegsplatz sieben Punkte betrug. In die Rückrunde startete Hertha mit einem Sieg und vier Niederlagen in Folge. Dadurch rutschte die Mannschaft auf den 14. Platz ab und hatte nur noch fünf Punkte Vorsprung auf den Abstiegsrelegationsplatz. Aufgrund dessen trennte sich der Verein Mitte Februar 2025 wieder von Fiél.

## Erfolge
- Aufstieg in die Bundesliga: 2006 (Alemannia Aachen)
- Aufstieg in die 2. Bundesliga: 2011 (Dynamo Dresden)